# 루카치 온천

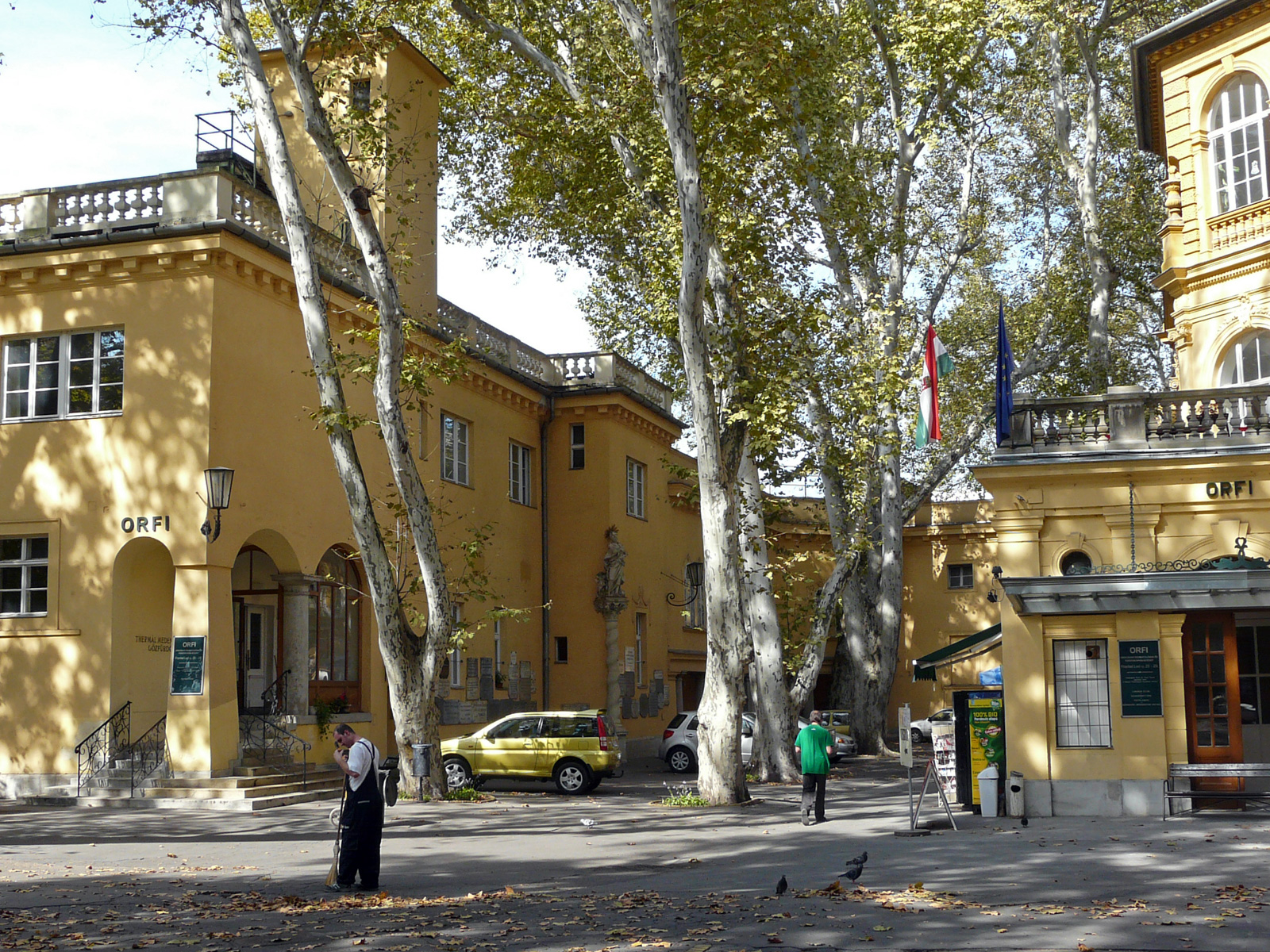
루카치 온천

센트 루카치 온천(헝가리어: Szent Lukács gyógyfürdő), 간단히 루카치 온천은 헝가리 부다페스트에 있는 온천이다. 천연온천으로 가열된다. 

## 역사
이곳에서는 적어도 12세기부터 온천을 이용해 왔으며 (구호기사단이 사용) 내부에는 온천수를 전력원으로 사용하던 옛 오스만 분말 공장 (차사르 공장)의 잔해로 된 벽이 있다.
첫 번째 스파 호텔은 1880년대에 완공되었으며 루가의 이름을 따서 명명되었다. 이 온천은 1937년에 식수 홀이 건설되면서 확장되었고 1979년에는 건강 클리닉이 추가되었다.